# Leptanilla belantan
Leptanilla belantan (лат.) — вид мелких муравьёв рода Leptanilla из подсемейства Leptanillinae (Formicidae). Малайзия. Видовой эпитет belantan отсылает к малайскому слову «Белантан», которое означает булавовидное оружие, ссылаясь на форму проксимального зубца мандибулы рабочего, апикальное расширение которого уникально для мандибулярных зубцов, наблюдаемых у Leptanilla.

## Распространение
Встречается в западной Малайзии (Юго-Восточная Азия): Селангор, Genting Highlands.

## Описание
Муравьи мелкого размера (рабочие около 2 мм, самки около 4 мм) жёлтоватого цвета. Боковые края головы слегка выпуклые. Затылочный киль отчётливый. Фронто-клипеальный отросток присутствует, отграничен от головы боковыми килями, с заднемедиальным отграничением от головы, выступает далеко перед лабрумом при виде анфас; вершина крупная, широкая в очертании, уступчатая, окаймлена ламинами. Мандибулы короткие по отношению к голове. На мандибуле четыре зубца; два зубца проксимальнее апикального зуцба острые, субравные по размеру, с двумя промежуточными зубцами; самый проксимальный зубец крупный, дистально изогнут, тупой, увеличен апикально. Крупная, сужающаяся базальная щетинка отсутствует на мандибуле; субапикальная сужающаяся щетинка присутствует. Максиллярные щупики 2-члениковые. Скапус короткий, в покое не достигает затылка, несколько расширен к вершине. Стебелёк между грудкой и брюшком состоит из двух узловидных члеников (петиоль и постпетиоль). От близких видов отличается следующими признаками: мезо-метаплевральная борозда отсутствует; мандибулы с четырьмя зубцами, самый проксимальный зубец дистально изогнут, вершина расширена; петиоль в 2 раза длиннее своей ширины;.